# Giovanni Salvati
Giovanni Salvati (Castellammare di Stabia, 2 novembre 1941 – Tarumã, 14 novembre 1971) è stato un pilota automobilistico italiano di Formula 2.

## Attività agonistica
Incominciò la sua carriera agonistica gareggiando a Monza con autovetture di Formula Monza. Passò successivamente alle categorie superiori fino alla Formula 3 nella scuderia Tecno. In questa categoria vinse il campionato italiano del 1970 grazie a quattro vittorie ed a due secondi posti al volante di una Tecno 70 a motore Ford, aggiudicandosi anche il premio Casco d'oro Autosprint quale miglior pilota dell'anno e mettendosi in luce anche a livello internazionale vincendo in Europa ed in Sud America.
Nello stesso anno vinse anche il Gran Premio Lotteria di Monza di Formula 2 a bordo di una Tecno ufficiale.
Nel 1971 firmò per la scuderia Abarth per testare le vetture sport, squadra che tuttavia lasciò dopo breve tempo per passare quindi alla Scuderia Ala d'oro, che gli mise a disposizione una vettura March 712M-Cosworth di Formula 2, arrivando secondo al GP di Imola 1971 alle spalle del vincitore Carlos Pace, mettendosi alle spalle piloti di Formula 1 quali Wilson Fittipaldi, François Cevert, Emerson Fittipaldi e Carlos Reutemann.
Nel settembre 1971 viene ingaggiato dalla scuderia di Aquilino Branca per partecipare in Brasile al Torneio Brasileiro de Formula 2. Nelle prime due gare di campionato (tenutesi entrambe sul circuito di Interlagos) ottenne un quinto posto ed un ritiro; venne notato da Graham Hill, che gli offrì di correre la stagione successiva in Formula 1.

## L'incidente mortale
Nel 1971 trovò la morte in un drammatico incidente di gara avvenuto in Brasile sul circuito di Tarumã durante la seconda manche della terza gara del campionato nazionale brasiliano di Formula 2. Salvati stava contendendo il quarto posto a Wilson Fittipaldi e nel tentativo di sorpassarlo all'interno della prima curva del tracciato andò lungo in frenata, scivolando sulla ghiaia adiacente alla pista e impattando con il guard-rail, che a quel tempo era collocato a ridosso del tracciato, infilandocisi sotto. Le ferite riportate non gli diedero scampo. Riposa a Milano nella tomba familiare, nel cimitero di Chiaravalle.

## La Scuderia Salvati
A Giovanni Salvati fu intitolata nel 1973 una scuderia automobilistica dedita alla formazione di giovani da avviare allo sport automobilistico, la Scuderia Salvati, per cui corse anche Michele Alboreto, approdato poi in Formula 1.